# خليج فندي

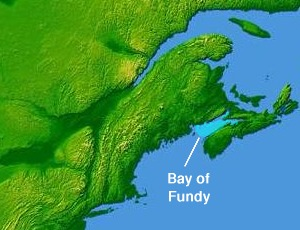
خليج فندى، كما هو موضح على الساحل الشرقي لأميركا الشمالية

خليج فندى هو خليج على الساحل الأطلسي لاميركا الشمالية، على الطرف الشمالي الشرقي للخليج مين بين المقاطعات الكندية من نيو برونزويك، ونوفا سكوتيا، مع جزء صغير لمس ولاية مين الأمريكية. وتعتقد بعض المصادر ان اسم «فوندي» هو مشتق من "Fendu" الكلمة الفرنسية، وتعنى «تقسيم»، بينما يعتقد البعض الآخر انها تأتي من (فوندو) البرتغالية، وهذا يعني «ضخ». وتعني أيضا Baie Française (الخليج الفرنسي) بواسطة مستكشف ورسام الخرائط (صامويل دي شامبلين) خلال رحلة استكشافية في 1604 بقيادة (دوجا بيير دي سوير) مما أسفر عن محاولة فاشلة لتسوية جزيرة سانت كروا.
ومن المعروف عن خليج فندى المد العالي. ينافسه من خليج انجافا في شمال كيبك ومصب (سيفيرن) في المملكة المتحدة، انها واحدة من أعلى نطاقات المد والجزر العمودي في العالم.
وتصنف أجزاء من خليج فندى، وحوض خليج شيبودي ميناس، شكل واحد من ستة مواقع كندية في نصف الكرة الأرضية الغربي، ونتيجة لموقعها في نصف الكرة الغربي. ومن يملكها مقاطعات نيو برونزويك، ونوفا سكوتيا، والحياة البرية الكندية، وتدار بالتعاون مع شركة دك في حدود كندا والحفاظ علي طبيعة كندا.
في يوليو 2009، كان خليج فندى بمثابة النهائي لعجائب الدنيا السبعة الجديدة من مسابقة الطبيعة التي تنتهي في تشرين الثاني / نوفمبر 2011.

## المد والجزر
ألما، ونيو برونزويك في المد المرتفع والمنخفض
ومن المعروف عن خليج فندى المد العالي. وقد أدى السعي للهيمنة على العالم المد والجزر التنافس بين حوض ميناس في خليج فندى وحوض ليف في خليج انجافا، أكثر من الذي يضع الجسم من الماء إلى أعلى مطالبة المد والجزر في العالم، مع مؤيديه في كل منطقة تدعي سجل.
الهيدروغرافية الكندية خدمة أعلنت أخيرا لتعادل الإحصائية، مع قياس 16.8 متر (55.1 قدم) نطاق المد والجزر في ورقة لحوض خليج انجافا و17 متر (55.8 قدم) في برونكوت في الخليج فندى. أعلى مستوى المياه التي سجلت على الإطلاق في النظام خليج فندى وقعت على رأس حوض ميناس ليلة 04-05 أكتوبر، 1869 خلال الأعاصير الاستوائية يدعى «ساكسبي غيل». وأسفر منسوب المياه من 21,6 متر (70.9 قدم) من مزيج من الرياح العاتية، والضغط الجوي المنخفض بشكل غير طبيعي، وموجة الربيع.
تم فقط خليج ليف حوض يقاس في السنوات الأخيرة، في حين تم قياس نظام خليج فندى لعقود عديدة. المد في حوض ليف أعلى في المتوسط من المد والجزر في حوض ميناس، ولكن أعلى نطاقات المد والجزر سجلت يقاس من أي وقت مضى وعلى رئسها برونكوت ويؤدي المد والجزر من ربيع يقاس في ذروة المد والجزر في دورة كل 18 سنة.
المد والجزر في خليج فندى هي الاعلي. المد والجزر أن يكون اثنين واثنين من مستويات أدنى مستوياته في كل يوم. ارتفاع بأن المياه الارتفاعات والانخفاضات في كل يوم خلال هذه المد والجزر هي متساوية تقريبا. هناك ما يقرب من ست ساعات وعشر دقائق بين كل المد المرتفع والمنخفض.

## معرض صور

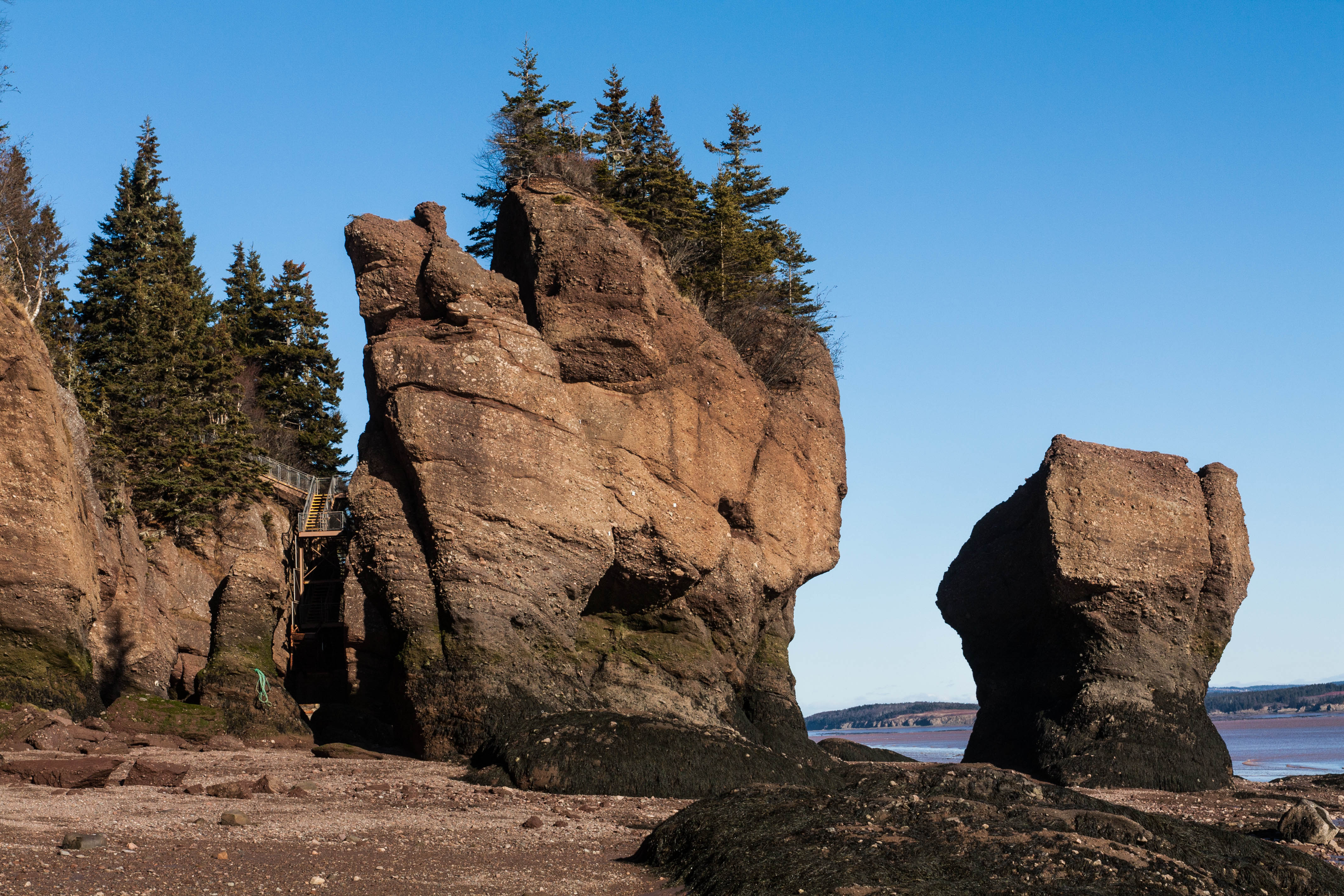
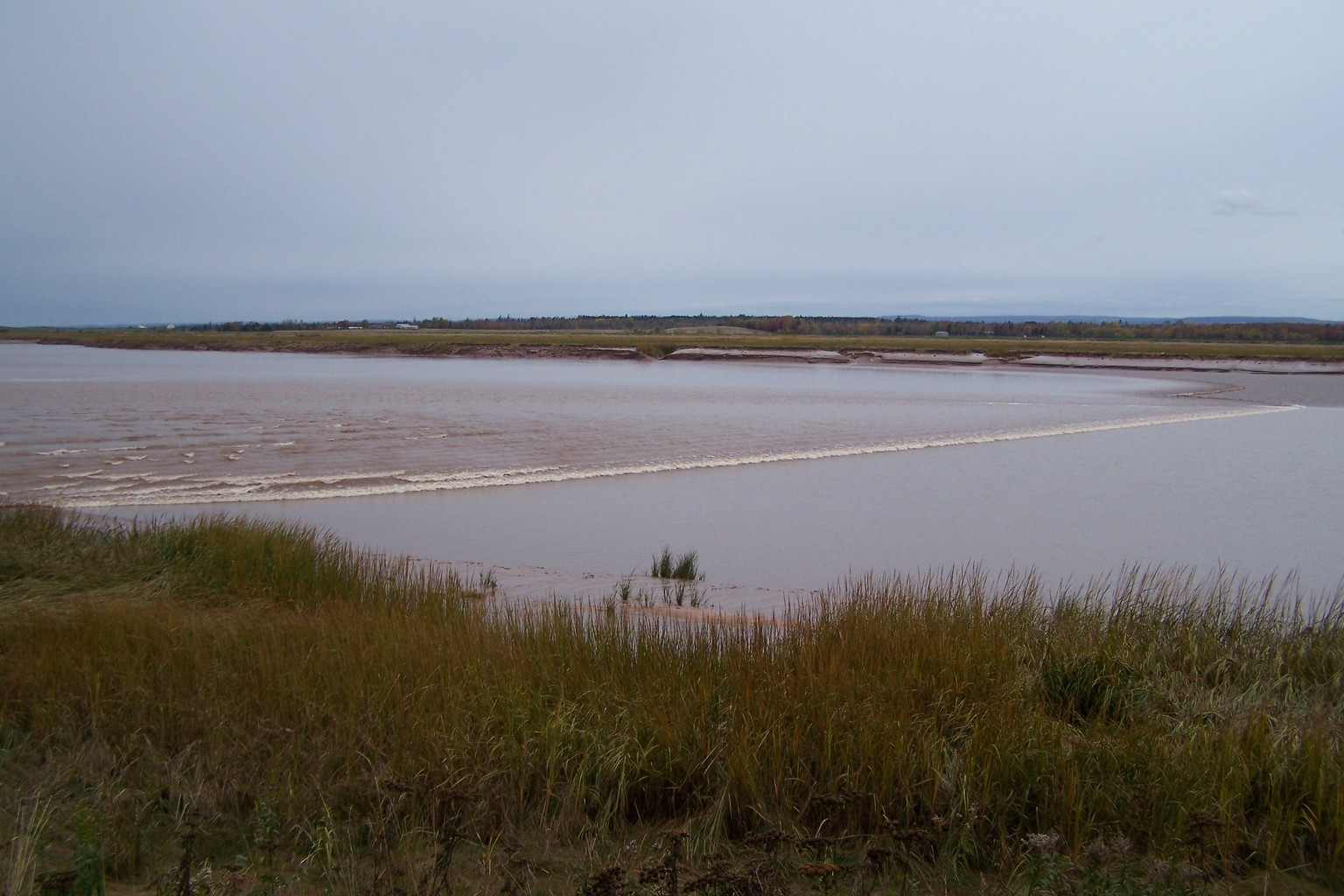
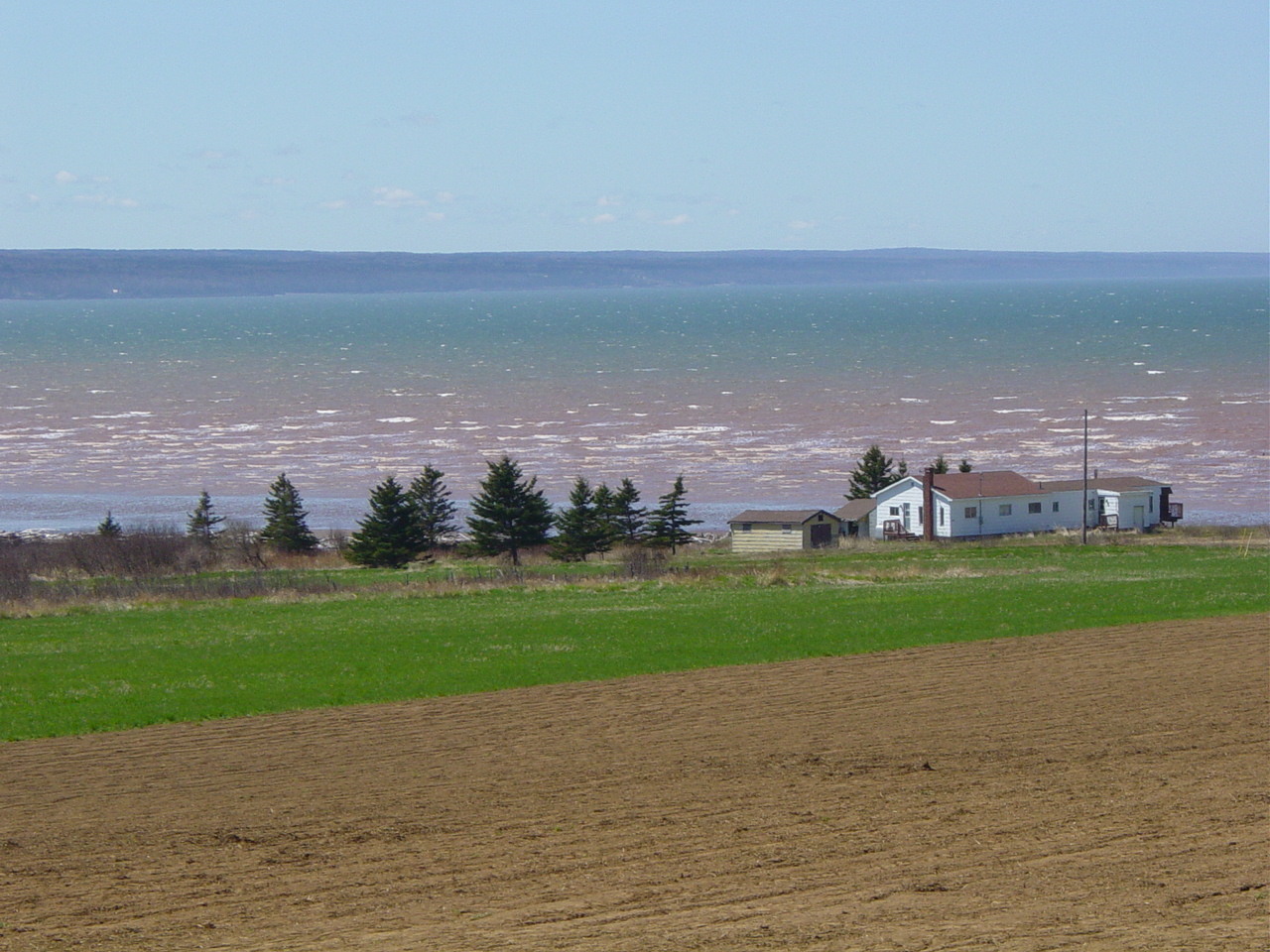
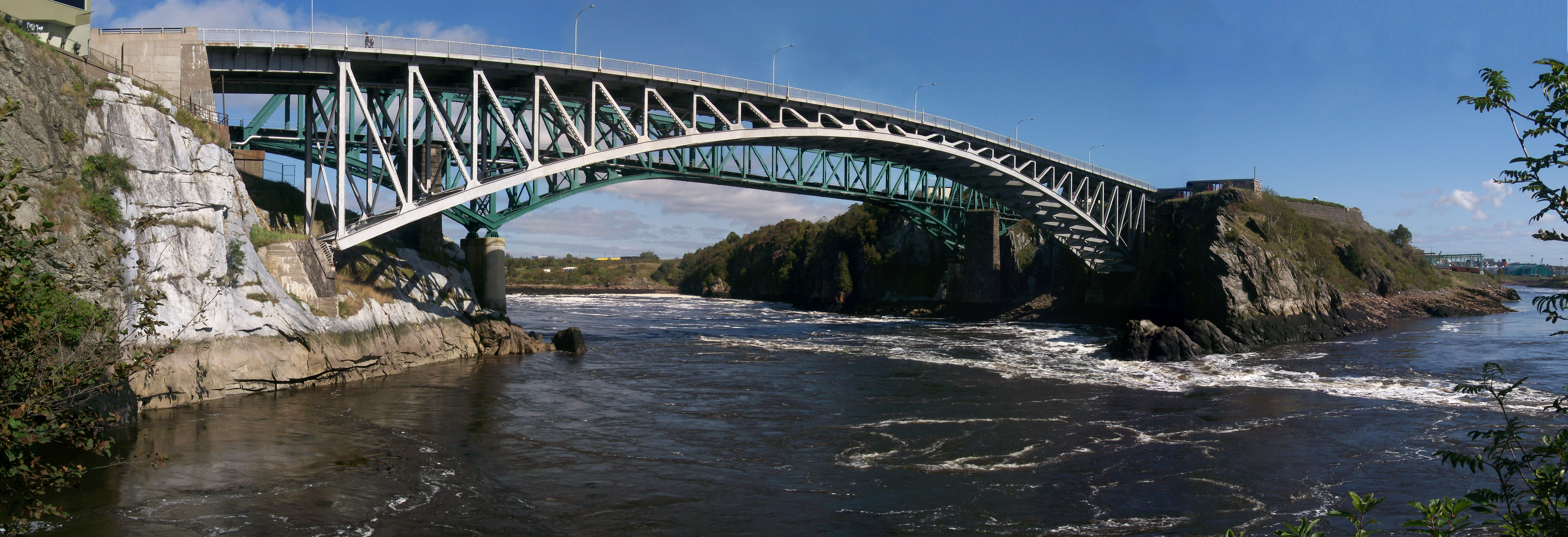

## أنظر أيضًا
- قائمة أكبر البحيرات والبحار في المجموعة الشمسية
- قائمة البحار